# Bad Düben
Bad Düben település Németországban, azon belül Szászország tartományban. Lakosainak száma 7859 fő (2023. december 31.).

## Népesség
A település népességének változása:
| Lakosok száma | 7956 | 7930 | 7865 | 7791 | 7880 | 7859 |
|               | 2015 | 2017 | 2019 | 2021 | 2022 | 2023 |